# رون رايت
رون رايت (بالإنجليزية: Ron Wright)‏ هو لاعب كرة قاعدة أمريكي، ولد في 21 يناير 1976 في دلتا في الولايات المتحدة.

## وصلات خارجية
- رون رايت على موقعبيزبول رفرنس.كوم (الدوري الرئيسي) (الإنجليزية)
- رون رايت على موقعبيزبول رفرنس.كوم (الدوري الثانوي) (الإنجليزية)
- رون رايت على موقع مشجعي الرسوم البيانية (الإنجليزية)